# Apponyi György (főkancellár)
Nagyapponyi gróf Apponyi György Antal József (Pozsony, 1808. december 29. – Éberhárd, 1899. február 28.) 1848-ban Magyarország főkancellárja, konzervatív politikus, udvari kancellár, nagybirtokos, a Magyar Tudományos Akadémia igazgatósági tagja (1858). Az „ókonzervatív” arisztokratákkal együtt az 1848 előtti alkotmány helyreállítását szorgalmazta. Ebben az értelemben vett részt a kiegyezés előkészítésében, majd a főrendiház tagja lett.

## Élete

### Származása
A nagyapponyi gróf Apponyi család sarja. Édesapja, gróf nagyapponyi Apponyi György, (*Pozsony, 1780. július 3., †1849. augusztus 3.; édesanyja zichi és vasonkőei Zichy Anna grófnő (*1780. január 24. †1866. november 28.), testvérei:
- Károly, (*Pozsony, 1805. december 26., †Bécs, 1890. december 30.) házassága: (1847. július 29.) Klebelsberg Leopoldina grófnő (*1817. szeptember 28., †Bécs, 1909.)
- Leopoldina, (*1804, †1870); házassága: (1824) Franckenstein Károly (*1798, †1845)
- Franciska, (*1807. április 26. +1869. május 29.); 1. férje: (1827) Szapáry Alexander gróf (*1801 †1840); 2. férje: (1842. június 28. vázsonykői és zicsi Zichy Károly gróf (*1785. október 11. †1876. június 1.)

### Életpályája

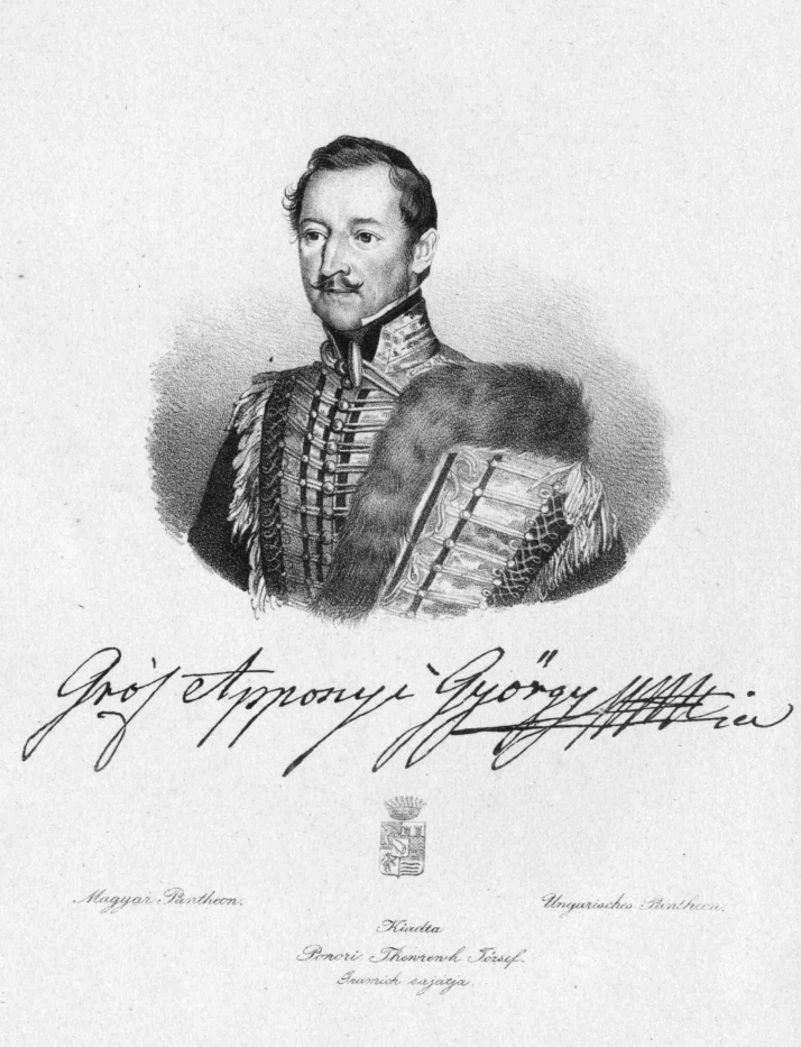
Apponyi György fiatalkorában

Jogi tanulmányait elvégezve a bécsi kancellárián lett először fogalmazó, majd titkár. A magyar közéletben először az 1839–40. évi országgyűlésen tűnt fel a főrendiház konzervatív tagjaként, majd hamarosan a Konzervatív Párt egyik vezére lett. Az 1839/40-es országgyűlés után alkancellárrá és belső titkos tanácsossá nevezték ki. Mint a polgári reformtörekvések ellenfele kiépítette az adminisztrátori rendszert, és a vármegyékben igyekezett félreállítani a szabadelvű tábor híveit, oly módon, hogy a megyék élére, adminisztrátorokat kezdett állítani a főispánok helyett. 1846. április 5-én főkancellári tisztséget kapott.
Az elégedetlenség lecsillapítása érdekében tervbe vette néhány ellenzéki követelés teljesítését. Az 1848/49-es forradalom és szabadságharc kirobbanása után, március 13-án lemondott udvari kancellári állásáról. 1849. február 12-én elvállalta a Bécsben, főurakból alakított ellenforradalmi csoport elnökségét.
1861-ben királyi biztosként megnyitotta az országgyűlést, 1861. április 2-án. Ez nem kis feladat volt; ugyanis Bécsben azt kívánták, hogy az országgyűlés Budán, a helytartótanács épületének nagytermében tartsa üléseit: az országgyűlés tagjai azonban az 1848. IV. törvénycikkre hivatkozva, Pesten akartak ülésezni. Apponyi tanácskozott Deák Ferenccel és abban állapodtak meg, hogy emlékiratot terjesztenek Ferenc József elé, melyben azt kérik, hogy az országgyűlést Budán nyissák meg, de az üléseket Pesten tartsák. Az emlékiratot visszaküldték, ekkor Apponyi arra határozta el magát, hogy a bécsi utasítás ellenére intézkedik és kijelentette, hogy az országgyűlés a Budán való megnyitás után Pesten tarthatja üléseit. Április 6-án felolvasta a trónbeszédet, ezután pedig a képviselőház a Nemzeti Múzeum dísztermében, a főrendiház pedig a Lloyd-épület nagytermében kezdte meg üléseit. Ezután felmentését várva Bécsbe ment, de Ferenc József szót sem ejtett az utasítás elleni intézkedésről.
1862 végén az uralkodó felszólította Apponyit, hogy készítse el a kiegyezésnek és az országok összeszervezésének tervét. Apponyi elfogadta a megbízatást azzal a kikötéssel, hogy Mailáth György tárnokmester, báró Sennyey Pál és Ürményi József is vegyenek részt a munkában. A tervezetben kifejtette, hogy Magyarországot nem lehet Ausztriába beolvasztani, továbbá hangsúlyozta a jogfolytonosság elvét és azt, a törvényesen egybehívott országgyűlés hozzájárulásával való külön magyar minisztérium kinevezését. Mikor azonban látta, hogy ezek az elképzelések nem megvalósíthatók így nyilatkozott: "Az én javaslataimnak mindig az a szerencsétlenségük, hogy vagy idő előtt utasíttatnak el, vagy idő után fogadtatnak el."
Országbírói tisztségét 1863-ig viselhette. Apponyi később tagja lett az 1865/68. évi országgyűlésnek, melynek több fontos bizottságában is működött. Ezután már csak a főrendiházban jelent meg melynek örökös tagja volt. Élete utolsó éveit a Pozsony megyei éberhárdi kastélyában töltötte.

### Felesége, gyermekei

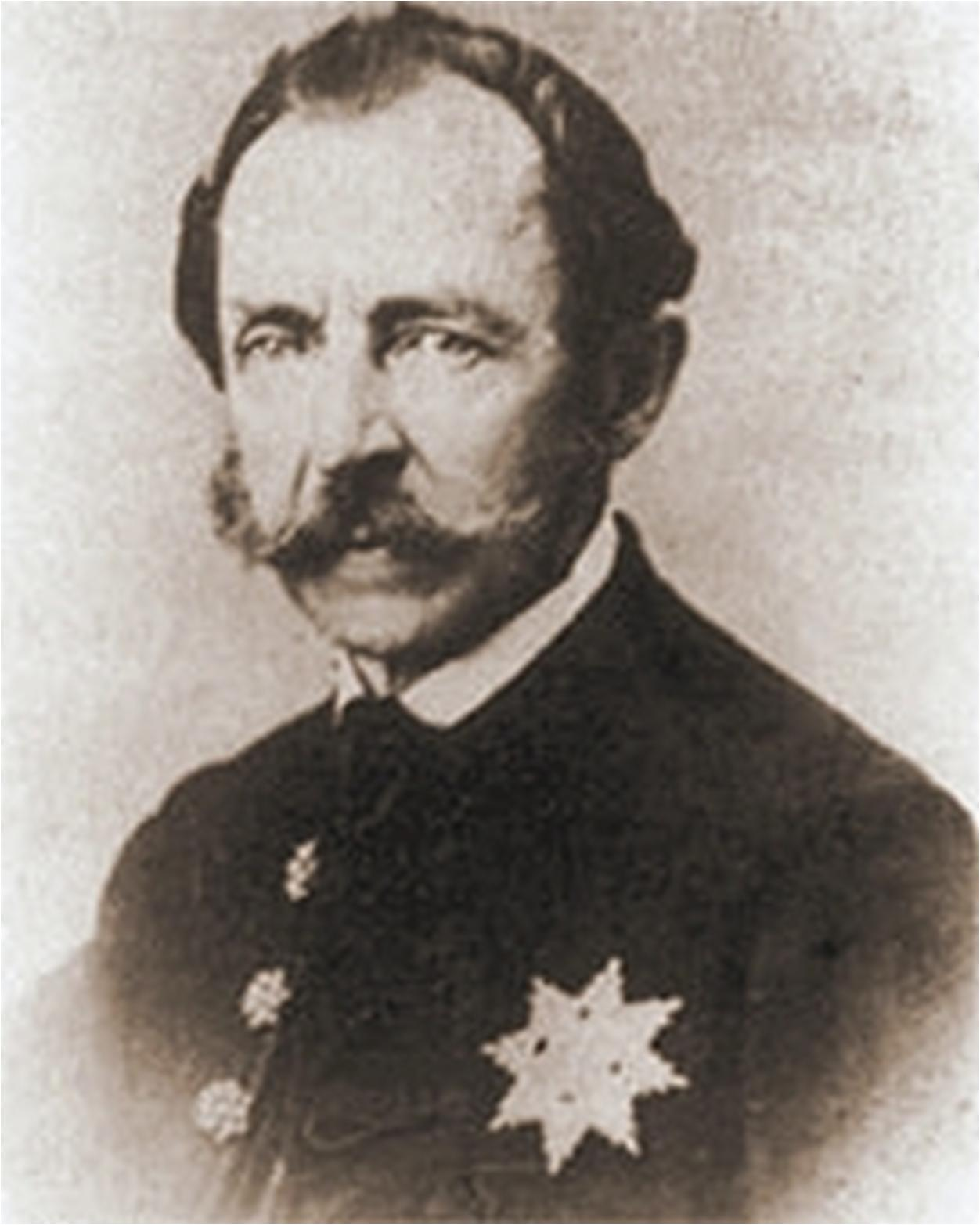
Apponyi

Feleségét, nagymihályi Sztáray Júlia (1820 - 1871) grófnőt 1840. április 23-án vette nőül Pozsonyban, akitől két gyermeke született:
- Georgina (*Budapest, 1841. március 16., +Gries Bozen, 1906. május 22.); házassága: (Éberhárd, 1863. június 18. férje, Marzani Albert gróf (*Villa Lagarina, 1845. május 10., +Gries, 1921. október 6.)
- Albert György (Bécs, 1846. május 29. – Genf, 1933. február 7.) házassága: (Bécs, 1897. március 1.) Clothilde von Mensdorff-Pouilly grófnő (*1867. december 23. +1942. szeptember 1.)